# Episodi di The Path (prima stagione)
La prima stagione della serie televisiva The Path, composta da 10 episodi, è stata trasmessa in prima visione assoluta negli Stati Uniti da Hulu, dal 30 marzo al 25 maggio 2016. 
In Italia la stagione è stata interamente pubblicata su Amazon Video il 14 dicembre 2016.
| nº | Titolo originale      | Titolo italiano         | Prima TV USA   | Pubblicazione Italia |
| -- | --------------------- | ----------------------- | -------------- | -------------------- |
| 1  | What the Fire Throws  | La caverna di Platone   | 30 marzo 2016  | 14 dicembre 2016     |
| 2  | The Era of the Ladder | L'era de La Scala       | 30 marzo 2016  | 14 dicembre 2016     |
| 3  | A Homecoming          | Ritorno a casa          | 6 aprile 2016  | 14 dicembre 2016     |
| 4  | The Future            | Il futuro               | 13 aprile 2016 | 14 dicembre 2016     |
| 5  | The Hole              | La buca                 | 20 aprile 2016 | 14 dicembre 2016     |
| 6  | Breaking and Entering | Interrompere ed entrare | 27 aprile 2016 | 14 dicembre 2016     |
| 7  | Refugees              | Profughi                | 4 maggio 2016  | 14 dicembre 2016     |
| 8  | The Shore             | La sponda               | 11 maggio 2016 | 14 dicembre 2016     |
| 9  | A Room of One's Own   | Una stanza per sé       | 18 maggio 2016 | 14 dicembre 2016     |
| 10 | The Miracle           | Il miracolo             | 25 maggio 2016 | 14 dicembre 2016     |

## La caverna di Platone
- Titolo originale: What the Fire Throws
- Diretto da: Mike Cahill
- Scritto da: Jessica Goldberg

### Trama
Il Movimento "Meyerista" fin dagli anni Settanta ha migliaia di seguaci e diverse sedi negli USA. I Meyeristi fanno capo al misterioso leader Steven Meyer: per ascendere al livello più alto della cosiddetta "Scala", sono necessari molti sacrifici e molti anni di apprendimento "spirituale". Ai vertici del Movimento, dopo il leader Steven, scalpita il giovane e ambizioso Cal, che torna nella sede di New York dopo 3 anni passati nella sede di San Diego. Anche Eddie Lane, marito di Sarah, è appena tornato da un viaggio a Cuzco, in Perù, dove risiede il leader Steven: Eddie si era recato in Perù per salire di livello nella gerarchia della setta (è un cosiddetto 6R), ma la sua esperienza non lo ha affatto fortificato, anzi. Sotto l'influsso di potenti allucinogeni, di cui la setta fa largo uso, Eddie ha aperto gli occhi sulla vera natura della setta e sull'inesistenza della "Luce", del "Giardino" e di qualsiavoglia "Futuro", i termini usati dal Movimento per identificare un prossimo futuro terreno e ultraterreno, ricco di speranza, felicità e pace. Nonostante i Meyeristi vivano effettivamente aiutando gli altri (ad esempio ospitando gli sfollati di un tornado appena abbattutosi nel New Hampshire), Eddie sospetta che sia tutto un grande imboglio orchestrato per finalità di guadagno. Non dice nulla alla moglie Sarah, cresciuta con gli insegnamenti di Meyer come unico credo e divenuta uno dei membri più carismatici e autorevoli della setta (un 10R, come Cal, da sempre innamorato di Sarah). Vedendolo diverso, Sarah sospetta che il marito abbia una tresca, probabilmente iniziata col suo contatto in Perù e lo segue fino ad un motel in cui Eddie entra di nascosto. Mary Cox, una ragazza con un padre violento, si rifugia presso i Meyeristi si propone sessualmente a Cal: questi, dopo averne raccolto le confidenze, si fa condurre dal padre pestandolo a sangue.

## L'era de La Scala
- Titolo originale: The Era of the Ladder
- Diretto da: Mike Cahill
- Scritto da: Jessica Goldberg

### Trama
Nel motel Eddie incontra Alison Kemp, vedova di un membro della setta morto apparentemente per suicidio (Jason). Alison è fermamente convinta che il marito sia stato ucciso; essa stessa è fuoriuscita dal Movimento e ha creato un sito internet per smascherare i Meyeristi. Sarah affronta Eddie, convinta che il marito abbia avuto una relazione con Miranda Frank, il suo contatto in Perù. Nonostante le negazioni di Eddie, Sarah lo convince a intraprendere il programma di "riabilitazione", che prevede 2 settimane di isolamento in una piccola cella e un continuo bombardamento sui principi della setta, tenuto da Richard. Nel frattempo l'adolescente Hawk, anch'egli fervente credente del Meyerismo, incontra a scuola la giovane Ashley che lo invita a casa sua: la ragazza, orfana di padre, vive con la madre e il fratello in una casa che sta per essere sfrattata e vorrebbe che Hawk la aiutasse. Cal incontra il milionario John Ridge, che appoggia non molto convintamente la setta soprattutto per far piacere alla moglie; la coppia ha un figlio tossicodipendente e vorrebbe che i Meyeristi lo guarissero, avendo ormai provato ogni tipo di approccio e cura. Il padre di Mary si rivolge al FBI riguardo alla figlia, e il detective Abe Gaines inizia a tenere il movimento sotto osservazione.
- Altri interpreti: Minka Kelly (Miranda Frank), Paul James (Sean), Clark Middleton (Richard), Peter Friedman (Hank), Deirdre O'Connell (Gab)

## Ritorno a casa
- Titolo originale: A Homecoming
- Diretto da: Michael Weaver
- Scritto da: Annie Weisman

### Trama
Cal informa Sarah che il tumore da cui Meyer è affetto sta peggiorando e al leader rimangono pochi giorni di vita. Meyer sta completando gli ultimi gradini della "Scala", che parleranno della sua successione in terra. Miranda Franks viene in visita alla sede di Eddie: Sarah la accusa di aver avuto una relazione col marito, ma la donna nega con fermezza. Viene allora rinchiusa in una cella di detenzione all'interno del campo, nella quale collassa. Eddie decide quindi di non vedere più Allison Kemp, e va su tutte le furie quando si accorge della donna lo aspetta fuori dalla sua abitazione. Cal va a far visita alla madre alcolizzata, dalla quale si è separato da piccolo per essere cresciuto da Steven Meyer. I due hanno una violenta discussione sulle condizioni di vita della donna, con Cal che vorrebbe portarla in una struttura di assistenza. All'ennesimo rifiuto di lei, Cal la abbandona e si ubriaca, interrompendo il suo stato di sobrietà che durava da 2 anni. Il detective Gaines nel frattempo convince il padre di Mary a non sporgere denuncia sull'aggressione, così da aver più tempo per costruire una solida accusa contro i Meyeristi.

## Il futuro
- Titolo originale: The Future
- Diretto da: Michael Weaver
- Scritto da: Julia Brownwell

### Trama
Bill e Felicia, due dei fondatori originari del movimento insieme a Meyer, visitano la sede di New York. I due hanno un confronto con Cal sulla sua gestione della comunità, ritenendolo responsabile per non aver saputo gestire il problema Kemp e rinfacciandogli il trattamento riservato a Miranda. I due invitano quindi Cal a frenare la propria ambizione. Per contro, Cal replica che scriverà lui stesso in prima persona gli ultimi tre gradini mancanti della Scala. Cal continua poi ad essere preoccupato da Eddie, e da cosa possa aver visto durante la sua esperienza in Perù: gli si offre quindi come guida per condurlo al livello successivo, il 7R, livello che gli permetterebbe di non avere più segreti con lui. Sarah conforta la famiglia Ridge sui miglioramenti di Freddie dopo 2 settimane di riabilitazione, ma il padre John decide di portarlo via dal movimento quando scopre che al figlio viene somministrato Ayahuasca, un allucinogeno. Sarah in seguito recupera Freddie e, insieme alla madre Kerry, lo manda a Cusco per proseguire la riabilitazione. Alla celebrazione per l'anniversario del Giorno dell'Ascensione, Mary rivela gli abusi subiti dal padre e viene confortata dall'intera comunità. Gaines, nel frattempo infiltratosi nel movimento come simpatizzante, assiste alla scena. Hawk intanto continua a frequentare Ashley e, nonostante gli ammonimenti della cugina sul non fraternizzare con persone esterne al movimento, la bacia in un prato.

## La buca
- Titolo originale: The Hole
- Diretto da: Patrick Norris
- Scritto da: Coleman Herbert

### Trama
La famiglia di Hawk viene a sapere della sua relazione con Ashley, e Sarah è terrorizzata dalla possibilità di perdere suo figlio: se vorrà proseguire questa storia dovrà infatti rinnegare la sua comunità, abbandonando il movimento senza avere più contatti con loro e precludendosi così un posto nel "Giardino". Hawk finge di voler lasciare Ashley, invece poi scappa di casa per passare una notte con lei. John Ridge pretende da Cal l'immediato ritorno della moglie e del figlio dal Perù: Cal, all'oscuro del loro viaggio, si arrabbia con Sarah per aver preso questa iniziativa. Tuttavia, difende l'operato di Sarah nei confronti di Ridge, che fa così picchiare a sangue Cal dalla sua guardia del corpo. Nel frattempo in Perù Silas, la persona più vicina a Meyer, guida Freddy e Kerry attraverso una visione che permette loro di riavvicinarsi. Mary sta pensando di abbandonare la comunità visto che Cal, sopraffatto dagli ultimi eventi, non sta più manifestando interesse nei suoi confronti: viene però convinta a rimanere da Sean. Il detective Grimes apprende che sua figlia è gravemente malata, e avrà bisogno di un'operazione.

## Interrompere ed entrare
- Titolo originale: Breaking and Entering
- Diretto da: Patrick Norris
- Scritto da: Jessica Goldberg

### Trama
Cal porta con sé Eddie alla ricerca di Allison Kemp: nella perquisizione della stanza di un motel, Eddie trova Allison, ma ne cela la presenza a Cal. Successivamente incontra la donna, che ammette di aver usato per sé i 40 000 dollari destinati alla missione del marito in Perù. Sarah ha uno scontro con Cal riguardo alle intimidazioni che rivolge a Allison, dopo il quale Cal ammette con Eddie di aver mal gestito la vicenda. Nel frattempo la famiglia di Ashley viene sfrattata e Hawk convince la madre ad accoglierli: Sarah porta la madre di Ashley alle funzioni e le trova un lavoro presso uno studio dentistico, mentre la coppia di ragazzi ha un rapporto sessuale. Cal, appurato il rafforzamento del rapporto con Mary, decide di trasferire Sean. Mary, disperata, confessa a Sean di averlo inizialmente sedotto su indicazione di Cal, ma di vedere ora la sua immagine quando guarda attraverso la luce. Sarah si intrufola di nascosto nella casa ben arredata della sorella Tessa che, dopo aver abbandonato il Meyerismo, non vede da oltre 20 anni, trovando oltre una dozzina di ricette per farmaci sedativi. Cal decide di accogliere all'interno della sede un gruppo di immigrati irregolari, suscitando grande clamore mediatico.

## Profughi
- Titolo originale: Refugees
- Diretto da: Roxann Dawson
- Scritto da: Jason Katims

### Trama
La comunità dei Meyeristi viene presa d'assalto dai media, polizia e manifestanti. Bill e Felicia propongono in sede di consiglio direttivo di mandare via gli immigrati honduregni, ma Cal richiede una votazione. Eddie, scoperto a offrire protezione ad Alison, confessa a Cal cosa ha visto in Perù: Cal gli impone quindi di intraprendere Il Cammino, una marcia di purificazione. Meg, la madre di Ashley, viene colta dal panico quando si rende conto che i membri del suo posto di lavoro sono tutti Meyeristi: decide quindi di portare via la famiglia dalla comunità, proibendole di rivedere Hawk. Mary intanto circuisce Betsy, facendole sottrarre dei medicinali dall'infermeria: si appresta quindi a scappare, ma non appena varcata la soglia della comunità scorge il padre tra i manifestanti, e torna indietro. Silas arriva inaspettatamente dal Perù, incontrando Cal e dicendogli che il movimento è finito. Cal afferma che sarà lui a guidare le nuove generazioni di fedeli, ma Silas gli dà dell'imbroglione: i due hanno quindi uno scontro, in cui Cal ferisce Silas a morte. Alla votazione, Sarah tiene un appassionato discorso a sostegno degli immigrati che cambia il parere del consiglio. Eddie si appresta a intraprendere Il Cammino quando Hawk, tornato a casa disperato, chiede al padre di potersi unire a lui. 

## La sponda
- Titolo originale: The Shore
- Diretto da: Roxann Dawson
- Scritto da: Annie Weisman

### Trama
Cal seppellisce di nascosto il corpo di Silas, dopodiché riporta Sean alla comunità, facendolo riunire a Mary. La sede del movimento viene dichiarata territorio protetto, e iniziano ad arrivare cospicue donazioni economiche a sostegno del loro impegno con gli immigrati, cosa che contribuisce anche a smobilitare il presidio di protesta. Felicia, preoccupata dalla gestione avventata di Cal, dice a Sarah di tenersi pronta ad essere investita da incarichi di maggior responsabilità. Sarah intanto trova un manufatto lasciato da Silas, da lei sognato alcune notti prima, insospettendosi. Nel frattempo, l'indagine sui Meyeristi passa dal FBI alla Homeland Security,  fatto che Gaines vede come una manovra di insabbiamento politico: il detective manifesta tutto il suo disgusto al suo superiore, rifiutando una promozione. Eddie e Hawk si riavvicinano durante il percorso del Cammino, e a Coney Island, uno dei luoghi della sua infanzia, Eddie ha una visione del fratello sulla spiaggia. Nicole, sorella di Sarah, partorisce in casa: il bambino sembra morto, ma Sarah riesce a riportarlo in vita, pregando per lui. L'episodio è così sconvolgente che successivamente la donna arriva quasi a tradire il marito con Cal: tornata sui suoi passi, Cal per ripicca addossa su Eddie una serie di sospetti, portando Sarah a trovare il secondo cellulare che usava per chiamare Allison.

## Una stanza per sé
- Titolo originale: A Room of One's Own
- Diretto da: Michael Weaver
- Scritto da: Julia Brownwell

### Trama
Cal incontra Meyer, e gli chiede di comunicargli eventuali sue obiezioni prima di iniziare la sua attività per portare il movimento in una nuova fase. Sarah incontra Allison, offrendole il diario del marito Jason in cambio della verità su Eddie. L'uso di droghe e la promiscuità di Mary divengono di dominio pubblico all'interno della comunità: per ricomporre la situazione, Cal propone a lei e Sean di sposarsi. Eddie e il figlio tornano dal Cammino, e l'uomo deve affrontare la moglie riguardo a tutti i segreti intercorsi tra loro negli ultimi mesi, confessandole di aver paura di non aver più fiducia in lei e in tutto ciò in cui crede. A Gaines viene dato un congedo di 2 settimane, per riflettere sui suoi ultimi comportamenti. Hawk scappa per trovarsi un lavoro e aiutare così Ashley, nonostante le minacce delle madre di interrompere qualsiasi rapporto con lui. Cal tuttavia riesce a corrompe Ashley, convincendola a mollare Hawk. Cal chiede poi a John Ridge di aiutarlo nel suo progetto di espansione del movimento a livello globale, mentre Allison, letto il diario del marito, medita il suicidio. La donna si consegna poi alla comunità dei Meyeristi.

## Il miracolo
- Titolo originale: The Miracle
- Diretto da: Michael Weaver
- Scritto da: Jessica Goldberg

### Trama
Eddie rifiuta di firmare un documento nel quale dichiara di rinnegare il movimento, e si trasferisce in un motel lasciando la moglie. Allison chiede aiuto alla comunità, dopo aver letto nel diario che Jason si stava apprestando a scalare gli ultimi gradini della Scala, anche se questo passo avrebbe potuto ucciderlo. Cal decide di annullare una tradizionale regola del Meyerismo, che impediva di riaccogliere nel movimento le persone che lo hanno rinnegato. La figlia di Gaines deve sottoporsi ad un intervento, e Eddie fa visita al detective in ospedale: Eddie prega per la bambina, le cui condizioni improvvisamente migliorano prima dell'operazione. Temendo di aver un esaurimento nervoso, Eddie chiede aiuto a Richiard, il quale gli suggerisce di cercare il significato nascosto dietro a tutte le sue visioni. Mary dice a Cal che lei e lui sono molto simili: entrambi provano ad essere buoni, mentre in realtà sono due anime perse nell'oscurità. I due hanno un rapporto sessuale. Sarah accetta di guidare il movimento nella nuova fase insieme a Cal, affiancandolo come guardiana della Luce, ma ben presto scopre che l'uomo ha già scritto da solo gli ultimi tre Gradini. Eddie torna in Perù nel luogo dove è avvenuta la sua formazione, e in una stanza trova un letto vuoto d'ospedale, con Meyer in piedi di fronte a una finestra.